# فرانسيس أموزو
فرانسيس أموزو (بالفرنسية: Francis Amuzu)‏ هو لاعب كرة قدم غاني في مركز الهجوم ولد في يوم 23 أغسطس 1999 في مدينة آكرا عاصمة غانا، يلعب حالياً مع نادي أندرلخت، سبق له اللعب مع منتخب بلجيكا تحت 21 سنة لكرة القدم.

## روابط خارجية
- فرانسيس أموزو على موقع الاتحاد الأوربي (الإنجليزية)
- فرانسيس أموزو على موقع الاتحاد البلجيكي (الإنجليزية)
- فرانسيس أموزو على موقع قاعدة بيانات كرة القدم.إي يو (الإنجليزية)
- فرانسيس أموزو على موقع Soccerway.com (الإنجليزية)
- فرانسيس أموزو على موقع عالم كرة القدم.نت (الإنجليزية)